# Camplengo
Camplengo es una localidad del municipio de Santillana del Mar (Cantabria, España). Está situado a unos 2 kilómetros de la capital municipal, Santillana del Mar, y se encuentra a 120 metros de altitud sobre el nivel del mar con 198 habitantes. En cuanto a la arquitectura hay que destacar una pequeña ermita en el pueblo, advocada a San Cipriano, cuya fiesta se celebra el 16 de septiembre, y San Cornelio; es un edificio del siglo XVII construido sobre otro anterior, seguramente del siglo X.
La primera mención histórica del lugar data del siglo XII, según el cartulario de Santillana del Mar. Su mayor desarrollo se produjo entre mediados del siglo XVII y principios del XIX.
El itinerario de la etapa Santander - Santillana del Mar del Camino de Santiago de la Costa llega al núcleo urbano de Camplengo, bien sea llegando desde Viveda a través de la carretera CA-340, bien sea a través de un camino con origen la cercana población de Puente Avíos para, a continuación, continuar hasta Santillana del Mar.

## Transportes
A esta población se accede desde Viveda a través de la carretera local CA-340 y carece de líneas de transporte público regular, siendo las paradas más cercanas la situada en Queveda, en la carretera CA-131, denominada Las Quintas y la situada en Viveda, denominada Los Tres Hermanos, en la carretera CA-132.